# Jack Spicer
Jack Spicer, eigentlich John Lester Spicer (* 30. Januar 1925 in Hollywood, Los Angeles, Kalifornien, USA; † 17. August 1965 in San Francisco, Kalifornien, USA) war ein US-amerikanischer Lyriker und Linguist.

## Leben und Wirken
Jack Spicer, so sein Künstlername, wurde 1925 in einer einfachen, calvinistisch geprägten Hotelierfamilie geboren. 1945 zog er in den Norden Kaliforniens und begann ein Studium an der University of California in Berkeley, die er mit einer Promotion in Linguistik abschloss. Er hatte alte Sprachen, vornehmlich Altsächsisch, Altnordisch und Germanistik studiert. Dort lernte auch seine beiden besten Freunde, Robert Duncan und Robin Blaser kennen.
Dann schlug er sich mit kleinen Jobs durch, nachdem er eine Assistenzstelle an der Berkeley-Universität verloren hatte, denn er hatte den Loyalitätseid auf die USA verweigert, unter anderem kurzzeitig mit einem Lehrauftrag an der Universität von Minnesota und als Forscher alter Bücher an der Public Library in Boston. Den Rest seines Lebens verbrachte er mit Sprachforschungen in San Francisco.
Nach einem Kollaps einige Wochen vorher war der Dichter am 17. August 1965 im Generalhospital, dem Armenhospital der Stadt, in San Francisco gestorben. Er wurde 40 Jahre alt.

## Schreiben und Persönlichkeit
Spicer war Anhänger von Theorien, die Lyriker und Dichter als Medium ansahen, die durch Inspiration von außen auf unerklärliche Weise die Gedichte eingehaucht bekamen und sie verkünden mussten.
In San Francisco unterstützte und wirkte bei eher bei unbekannten dilettantischen Dichtertreffen und Gruppen, denen er mehr Verehrung und Bedeutung eintrug als anerkannten Lyrikern wie Allen Ginsberg und anderen Beatpoeten, die er für ihre Selbstdarstellung kritisierte.
Spicer war Anarchist, homosexuell und schwerer Alkoholiker, zusätzlich sehr streitsüchtig, wenn er betrunken war. Ohne seinen Rausch galt er allerdings als äußerst liebenswürdig und netter Mensch.
Sein Debüt als Dichter hatte er 1957 mit dem Band After Lorca, diesem folgten 11 weitere Veröffentlichungen, davon auch einige posthum.

## Werk (Auswahl)
- After Lorca, 1957.
- Hommage to Creely, 1959.
- Billy the Kid, 1959.
- The Heads of the Town Up to the Aether, 1962.
- The holy grail, 1964.